# 尋河神社
尋河神社（ひろかわじんじゃ）は、岐阜県瑞浪市日吉町田高戸に鎮座する神社(旧村社)。

## 祭神
- 南方刀美神（みなかたとみのかみ）
- 八坂刀売神（やとかとめのかみ）

## 例祭
10月15日に近い日曜日に行われる。当日は、花馬、御幣が氏子を渡御後、神社にて祭事が行われる。

## 概要
創建時期は不明である。
平安時代に編纂された美濃国神名帳の土岐郡の項に「従五位下尋河大神」と記されていることから、少なくても10世紀以前に創建されたと思われる。
伝説によると「田高戸裏の木曽川沿いの大滝に、光を放つ物体があるのを対岸の加茂郡の村民が発見し、十日間にわたって神楽を行なって河中に神体を尋ね当て、大滝の上流の田高戸の現在地に祀ったので尋河明神という」と伝えられているが、現在の祭神は諏訪神である。
室町時代末期の天文3年（1534年）と天正3年（1575年）の棟札には、ともに諏訪大明神とあるから、合祀のことはそれ以前にすでに行なわれていたと推察される。
鶴ヶ城の跡地にある土岐諏訪神社と同様に、古くからの祭神に諏訪神を合祀したものであろう。
古くは尋河明神であったが、中世に諏訪社となり、近世になって再び尋河神社に戻った。
近くにある正一位酒波神社の奥社とも考えられる。
鹿の角が約10頭分ほど奉納されており、土岐諏訪神社の金銅仏像（永禄3年(1560年)の刻銘文）と共に由緒の手掛かりになる宝物のーつと考えられる。社頭の灯籠には鹿が彫られている。
天正・天和・享保以降の古棟札が多数残っている。
明治6年(1873年)5月15日に村社となった。
昭和49年(1974年)に拝殿と覆殿を改築し、玉垣・燈籠狛犬などを新設した。
参拝の際には、鳥居前に鎖があり、通常は通行できないため、右側の参道を行く必要がある。

## 交通アクセス
- 瑞浪市コミュニティバス日吉線「田高戸」バス停より徒歩で約4分。